# Packera subnuda
Packera subnuda là một loài thực vật có hoa trong họ Cúc. Loài này được (DC.) Trock & T.M.Barkley mô tả khoa học đầu tiên năm 1999.